# Oliver Ackland
Pour les articles homonymes, voir Ackland.
Oliver Ackland est un acteur australien né le 9 novembre 1979 à Sydney.
Il a joué dans la série télévisée Mission pirates de Jonathan M. Shiff en 2003

## Filmographie

### Télévision
- 2003 : Mission pirates (Pirate Islands)
- 2004 : Jessica l'insoumise (Jessica) de Peter Andrikidis
- 2011 : La Gifle (The Slap)
- 2015 : The Originals saison 3 : Tristan De Martel

### Cinéma
- 2005 : The Proposition, de John Hillcoat

### Voix françaises
- Fabrice Némo dans Mission pirates